# گریت هینتون
گریت هینتون (به انگلیسی: Great Hinton) یک روستا و محله مدنی در بریتانیا است که در ویلتشر واقع شده‌است. گریت هینتون ۱۷۱ نفر جمعیت دارد.